# Máximo González
Máximo González (født 20. juli 1983 i Tandil, Argentina) er en argentinsk tennisspiller, der blev professionel i 2002. Han har, pr. maj 2009, vundet en enkelt ATP-doubleturnering, men har fortsat sin første singletitel til gode.
González er 175 cm. høj og vejer 70 kilo.